# Пристанище на Картаген
Пристанището на Картаген е било разположено на територията на пуническия град и зад крепостните стени.
Още с началото на финикийската колонизация в колониите са изграждани котони.
В пунически Картаген имало в действителност 2 пристанища – търговско и военно. Военното останало скрито и за него се разбрало като тайна на града и конфедерацията едва по време на обсадата на града от римляните в края на Третата пуническа война. То било стратегически обект от значение за цялата сигурност на града и презморската му търговия и контакти.
Покритите кейове на картагенското пристанище могли да подслонят до 220 плавателни съда, а най-големите заслони за квинквереми били широки 5 и дълги до 30 м. Дълбочината на пристанището достигала 2-3 м., като площта на търговския залив била 5 хектара, а на военния – 6 хектара.
Изкопаването на картагенския коноп било осъществено не по-рано от 3 век пр.н.е., т.е. след африканската експедиция на Агатокъл, вероятно ведно с подигането на крепостните стени на пунически Картаген. Стените били високи 12 м и широки 9 м., като дължината им от 32 км. обграждала целия град, в чийто периметър живеели над 100 хил. души. 
Изкопаването на картагенското пристанище наложило преместването на повече от 190 хил. куб. м. пръст и наноси, за което бил необходим къртовски труд, а това било в техническите и икономически възможности на града едва през 3 век пр.н.е.